# トリパノチオンジスルフィドレダクターゼ
トリパノチオンジスルフィドレダクターゼ（trypanothione-disulfide reductase）は、次の化学反応を触媒する酸化還元酵素である。
トリパノチオン + NADP+ {\displaystyle \rightleftharpoons } トリパノチオンジスルフィド + NADPH + H+
反応式の通り、この酵素の基質はトリパノチオンとH2OとNADP+、生成物はトリパノチオンジスルフィドとNADPHとH+である。補因子としてFADを用いる。
組織名はtrypanothione:NADP+ oxidoreductaseで、別名にtrypanothione reductase、NADPH2:trypanothione oxidoreductaseがある。